# Tatia boemia
Tatia boemia és una espècie de peix de la família dels auqueniptèrids i de l'ordre dels siluriformes.

## Morfologia
Els mascles poden assolir els 6,9 cm de llargària total.

## Reproducció
Assoleix la maduresa sexual quan arriba als 5,24 cm de longitud.

## Distribució geogràfica
Es troba a Sud-amèrica: conca del riu Uruguai.